# Далеко-далеко на юге
«Далеко-далеко на юге» — советский мультипликационный фильм, созданный на студии «Саратовтелефильм» в 1982 году по мотивам одноимённой сказки Сергея Козлова.

## Сюжет
Медвежонок слышал, что к югу от его родных мест (вверх по реке) весной расцветает каштановое дерево. Осенью перед тем, как впасть в зимнюю спячку он построил лодочку, собираясь весной отправиться на поиски каштана, чтобы поглядеть как он расцветает, потому что очень мечтал увидеть это. Он встретил лягушонка, который попросился тоже отправиться вместе с ним весной к тому каштану. Медвежонок согласился. Весной они отправились. На пути им пришлось преодолеть препятствия: плыли против течения, а потом на лягушонка нападала щука. Всё же друзья преодолели все преграды и приплыли. Но было поздно — каштан уже зацвёл. Медвежонок очень расстроился, но лягушонок утешил его, сказав, что на следующий год они снова приплывут сюда, уже пораньше.

## Сомнительные моменты
Похожая сцена нападения щуки на лягушонка ранее была в мультфильме Кораблик